# Revuelta nacionalista en Irlanda del Norte (1997)
Entre el 6 de julio y el 12 de julio de 1997, los distritos de mayoría nacionalista de Irlanda del Norte fueron testigos de intensos tiroteos, disturbios, atentados y protestas masivas, provocados por la decisión del gobierno laborista de Tony Blair de permitir a los miembros de la Orden de Orange, de confesión protestante, marchar a través de un área católica de Portadown, en el norte del condado de Armagh. Las violentas protestas que estallaron fueron apoyadas por el IRA Provisional y el INLA. Tanto el Ejército británico como la Gendarmería Real del Ulster fueron obligados a retirarse por completo de algunos sectores nacionalistas de la ciudad de Belfast. La participación del IRA Provisional en estos enfrentamientos constituyó la última acción de su campaña de 27 años de lucha armada antes de la firma del acuerdo de Viernes Santo en 1998.

## Antecedentes
La Orden de Orange es una cofradía protestante con fuertes influencias políticas. Los miembros de la orden insisten en que se les debe permitir marchar por su ruta tradicional alrededor de la Iglesia de Drumcree, en Portadown, cada mes de julio. Se ha desfilado por esta ruta desde 1807, cuando la zona estaba escasamente poblada. Sin embargo, hoy en día la mayor parte de esta ruta pasa por un área de mayoría católica y muy simpatizante del republicanismo irlandés, densamente poblada. Los residentes habían solicitado que se estableciera una nueva ruta fuera de esta zona, puesto que consideraban al desfile como "triunfalista" y "supremacista".
Ya se venían produciendo violentos enfrentamientos intermitentes durante el desfile anual al menos desde 1873. La disputa se intensificó por el conflicto generalizado que afectó a toda la provincia desde 1969. En 1987, se prohibió a la orden marchar a lo largo de Obins Street, después de que uno de los desfiles terminara en graves incidentes. Sin embargo, aún se les permitiría marchar a lo largo de la carretera principal a través de la otra zona, la carretera a Garvaghy, una zona republicana menos poblada. Aunque pasaron algunos años sin conflictos graves en los desfiles de Drumcree, ninguna de las partes quedó conforme con la situación. En 1995, los residentes nacionalistas formaron la Coalición de Residentes de Garvaghy Road (GRRC) para tratar de desviar la marcha por fuera de la carretera a Garvaghy. El conflicto se intensificó cuando los residentes bloquearon Garvaghy Road durante dos días. Los miembros de la orden y sus partidarios se enfrentaron con la Policía hasta que los residentes fueron convencidos de despejar el camino y la marcha siguió adelante.
En julio de 1996 la marcha fue prohibida por el jefe de la RUC, lo que llevó a masivas protestas y disturbios entre los orangistas, sus simpatizantes y la policía. Como respuesta a la prohibición, paramilitares de la Fuerza de Voluntarios Legitimistas (LVF) mataron a un taxista católico y amenazaron con más ataques. Como resultado de ello, la prohibición fue levantada. Los gendarmes terminaron retirando violentamente a los manifestantes nacionalistas que bloqueaban Garvaghy Road. Esto dio lugar a disturbios en las zonas nacionalistas de Irlanda del Norte. Un manifestante católico murió aplastado por un vehículo del ejército británico.
El 18 de junio de 1997, Alistair Graham advirtió tras el asesinato de dos agentes del RUC en Lurgan que el IRA Provisional estaba tratando de aumentar las tensiones antes de la marcha para que un compromiso resultara imposible.
A finales de junio de 1997, la secretaria de Estado Mo Mowlam había decidido en privado que la marcha se realizaría. Así lo reveló más tarde un documento secreto que se filtró a la opinión pública. Sin embargo, en los días previos a la marcha, Mowlam insistió en que no había tomado ninguna decisión. Se reunió con Bertie Ahern, premier de la República de Irlanda, quien subrayó que cualquier decisión unilateral para permitir la marcha sería "un error". Tanto el RUC como la Oficina de Irlanda del Norte dijeron que iban a hacer pública su decisión con tan sólo dos o tres días de antelación. Anteriormente, Mo Mowlam había dicho que cualquier decisión sería anunciada al menos seis días antes de la marcha. A medida que el día del desfile se acercaba, miles de personas abandonaron Irlanda del Norte por temor a hechos de violencia como los de julio de 1996. Mientras tanto, los coalición de residentes solicitó permiso para un festival callejero que tendría lugar el mismo día de la marcha, pero esto fue prohibido por el RUC. La Fuerza de Voluntarios Legitimista (LVF) amenazó con matar a civiles católicos si la marcha era suspendida. El Partido Unionista del Ulster también amenazó con retirarse del proceso de paz de Irlanda del Norte. Al día siguiente, 60 familias tuvieron que ser evacuadas de sus casas en el camino de Garvaghy después de una amenaza de bomba.
El domingo 6 de julio a las 3:30 a. m., 1500 soldados y policías se trasladaron a la zona nacionalista en 100 vehículos blindados y acordonaron todos los caminos. Esto llevó a enfrentamientos con cerca de 300 manifestantes, que comenzaron una protesta de brazos caídos en el camino. Los últimos manifestantes fueron sacados a la fuerza de la carretera por 6:33 a. m. A partir de ese momento, se les impidió a los residentes salir de sus viviendas y se cerró el acceso a la carretera principal. Como los residentes no podían llegar a la iglesia católica, los sacerdotes locales se vieron obligados a celebrar una misa al aire libre en masa delante de una hilera de soldados y vehículos blindados. Algunos agentes de la RUC dijeron que los residentes les recordaban la muerte de sus dos colegas en Lurgan en junio, mientras gritaban consignas favorables del IRA. Hay denuncias de que Rosemary Nelson, abogada de la coalición de residentes, fue agredida verbal y físicamente por el RUC. Ronnie Flanagan, entonces Jefe de la RUC, dijo que la decisión de permitir la marcha fue tomada para evitar la violencia lealista. El desfile marchó por la Carretera Garvaghy al mediodía. Después de su paso, las fuerzas de seguridad comenzaron a retirarse de la zona, donde se produjeron disturbios a gran escala. Cerca de 40 balas de plástico fueron disparadas contra los manifestantes, y alrededor de 18 personas tuvieron que ser hospitalizadas.

## Reacción violenta en las zonas nacionalistas

### Domingo 6 de julio
La violencia estalló en toda Irlanda del Norte a medida que las noticias de Portadown iban llegado a las zonas nacionalistas. Los políticos unionistas acusaron al IRA de iniciar los disturbios. Fuentes republicanas admiten que el IRA participó abiertamente en los disturbios, a diferencia de 1996, cuando la organización se había abstenido de efectuar represalias.
El IRA reaccionó con una serie de acciones armadas en respuesta a la crisis de Drumcree. Solamente durante el fin de semana, el IRA llevó a cabo por lo menos nueve ataques contra las tropas británicas. Una de las primeras acciones tuvo lugar en Coalisland, donde la Brigada del IRA de Tyrone Este lanzó un ataque armado contra un vehículo blindado del RUC frente a la base conjunta de esa localidad. Una mujer gendarme oriunda de Portadown fue gravemente herida. Algunas fuentes fijan la fecha del ataque el 5 de julio.

#### Belfast
En Belfast, un solitario miembro del IRA con un AK-47 abrió fuego contra un puesto de control del RUC en Lower Ormeau Road. Cinco proyectiles alcanzaron un blindado que se encontraba estacionado en el puente de Ormeau. El ataque fue grabado por un equipo de televisión de la BBC. Más tarde se efectuaron disparos contra una patrulla blindada en Newtownards Road, una bomba fue lanzada contra una base del RUC en el norte de Belfast, mientras que en el sur de Belfast, una unidad del IRA evitó que una brigada antidisturbios entrara en el área de los mercados después de efectuar 20 disparos contra ellos. Esa noche, varias patrullas del ejército británico fueron hostigadas por disparos en el norte de Belfast. Un vehículo blindado se incendió en Brompton Park en Ardoyne, según fuentes republicanas. Otro fue abandonado en llamas en Antrim Road. Más tarde esa noche en la zona Oldpark, un vehículo Land Rover del RUC quedó atascado en una barricada hecha de vigas de hierro y su tripulación tuvo que huir cuando fue atacada con cócteles molotov. Los manifestantes, que utilizaron bombas incendiarias en Short Strand, obligaron al RUC a cerrar el acceso por carretera a la autopista M3.
En la noche del domingo, un adolescente de 14 años de edad, y una niña de 13 años de edad fueron alcanzados por disparos de balas de plástico del RUC en la zona de Lenadoon, West Belfast. El adolescente fue herido en la cabeza y pasó tres días en un estado de coma. La chica caminaba por Stewartstown Road con amigos cuando fue impactada en el rostro. De acuerdo con el periódico republicano An Phoblacht, no había disturbios en ese momento y el RUC había "abierto fuego contra grupos de jóvenes que volvían a casa de un discoteca". En la noche del domingo hubo violencia en la avenida Lanark, que une el barrio lealista de Shankill Road con el republicano Road Springfield. Las piedras, ladrillos y botellas fueron lanzadas a través de la "línea de la paz". An Phoblacht informó que los disparos de advertencia fueron efectuados desde el lado nacionalista. Otras 24 personas fueron ingresadas al Belfast City Hospital y al Royal Victoria Hospital.

#### Derry
En la noche del domingo en Derry, miles de personas se unieron a una marcha de protesta desde el Bogside a la base del RUC de la calle Strand. Martin McGuinness se dirigió a la multitud, pidiendo a los nacionalistas en otros lugares para salir a las calles para exigir "justicia y equidad" y "defender sus derechos". Aunque los manifestantes regresaron a Bogside pacíficamente, hubo violencia en el centro de la ciudad.
En Butcher Gate se produjeron enfrentamientos entre jóvenes nacionalistas y el RUC. Se afirma que el RUC disparó "más de 1.000 balas de plástico", muchas de ellos "indiscriminadamente" y dirigidas "por encima de la cintura, en contravención directa de las normas que rigen el uso de esa munición letal". Un adolescente de 16 años sufrió "una fractura de cráneo, una mandíbula rota y los huesos de la cara destrozados, entre otras lesiones", tras haber sido golpeado por agentes de la RUC. El joven quedó en soporte vital durante algún tiempo después. Un testigo describió haber visto a un hombre, al parecer un espectador, con un disparo en la cara. Muchos otros sufrieron heridas graves en la cabeza. Nueve fueron ingresadas en el Hospital de Altnagelvin con heridas de bala de plástico. Al menos otras 30 personas buscaron tratamiento en lugares de primeros auxilios o en el Hospital de Letterkenny a través de la frontera. El centro de Derry fue cerrado por el RUC y el ejército británico excepción hecha de los accesos a través de Shipquay y los puentes de Ferryquay.

#### Newry
En Newry, 3.000 personas se unieron a una marcha de protesta frente a la base del RUC en Ardmore, donde se celebró un mitin. Las personas marcharon detrás de pancartas que decían "Disolver el RUC" y "desmantelar el orden de orange".

#### Condado de Tyrone
Además de los disparos contra un vehículo blindado en la base del RUC en Coalisland, hecho ya mencionado, un salón de la Orden de Orange fue incendiado en Dungannon, mientras que los residentes nacionalistas se abrieron paso a través de las líneas del RUC para detener un desfile orangista en Pomeroy.

### Armagh
En la ciudad de Armagh, cientos asistieron a una manifestación de protesta en The Shambles. Más tarde, el ejército británico y el RUC establecieron puestos de control en las entradas al centro de la ciudad y los jóvenes nacionalistas robaron un número de vehículos. Hubo enfrentamientos entre los nacionalistas y el RUC en English Street, dos jóvenes resultaron heridos por balas de plástico. Poco antes de la medianoche, se produjo un tiroteo entre dos miembros del IRA y del RUC en un retén policial. El retén fue luego atacado con bombas incendiarias.

#### Lurgan
En Lurgan, nueve miembros del IRA enmascarados abordaron un tren, obligaron a los pasajeros a descender y le prendieron fuego, destruyendo cinco vagones.

### Lunes 7 de julio
El 7 de julio hubo más de 100 heridos, seis de ellos en estado grave. El RUC afirmó que se habían disparado 1.600 balas de plástico, y que hubo 550 ataques contra las fuerzas de seguridad y 41 personas detenidas. El servicio de bomberos había recibido 500 llamadas y el servicio de ambulancias 150, mientras que el daño a la propiedad se estima en £ 20 millones.

#### Belfast
Poco después de la medianoche, una mujer de 25 años de edad, sufrió heridas tras recibir un disparo en la pierna por una bala disparada desde la base del RUC en New Barnsley. En la interfaz Larnak Way, West Belfast, lealistas trataron de entrar en la zona nacionalista a las 3:00 a. m. y un niño protestante de 14 años de edad, recibió un disparo en el hombro. Una fuente informó que el adolescente fue herido cuando una unidad del IRA lanzó un ataque con granadas y armas automáticas contra una base militar cerca del muro que divide los barrios protestantes y católicos. Hombres armados del Ejército de Liberación Nacional Irlandés (INLA) también abrieron fuego contra los soldados británicos en la zona de Ardoyne en el Norte Belfast.
En el área de Dunmurry, Belfast, un miembro de la Asociación de Defensa del Ulster (UDA) murió cuando la bomba casera que estaba manipulando explotó antes de tiempo. El incidente ocurrió en un depósito ilegal de armas en una zona remota. Más tarde esa noche, miembros de la UDA y la Fuerza de Voluntarios del Ulster (UVF) efectuaron una "demostración de fuerza" en el norte de Belfast. Hombres enmascarados armados con fusiles de asalto y pistolas ametralladoras que patrullaban las calles fueron filmados en Woodvale, diciendo que ellos estaban allí para proteger a los protestantes. Los miembros de la Fuerza de Voluntarios Legitimista (LVF) celebró una "demostración de fuerza" similar en la noche del martes.
Un ciudadano estadounidense de 39 años de edad, John Hemsworth, fue golpeado con una porra por un escuadrón del RUC en su camino a casa desde el área de Heigh Falls. Fue detenido en la calle Malcomson donde fue atacado y abusado verbalmente por los policías. No había disturbios o protestas en la zona en ese momento. Hemsworth sufrió una fractura de mandíbula y otras lesiones, y fue ingresado en el hospital. Fue dado de alta, pero el 27 de diciembre fue internado nuevamente y murió de un derrame cerebral masivo el 1 de enero de 1998. Catorce años después, una investigación determinó que había muerto como consecuencia de las lesiones recibidas durante la golpiza propinada por el RUC.

#### Bellaghy
En Bellaghy, un pueblo principalmente nacionalista del Condado de Londonderry, los residentes montaron una protesta pacífica en contra de la marcha anual de la Orden de Orange. Hubo enfrentamientos cuando el RUC y el ejército británico intentaron llevar a los manifestantes lejos de la ruta del desfile. Martin McGuinness fue golpeado en la cabeza con una porra mientras daba una entrevista en las inmediaciones.

### En otros sectores
En Strabane, 250 bombas incendiarias fueron lanzadas contra agentes de la RUC, que respondieron disparando balas de goma contra la multitud. Newry fue declarado "intransitable" por la Asociación del Automóvil de Irlanda del Norte. Un centro comercial en la ciudad fue saqueado por lo que fuentes republicanas denominaron "una pandilla responsable de una larga serie de actividades antisociales y de intimidación". El IRA informó que dos de los delincuentes recibieron disparos en las piernas el 13 de julio. Edificios públicos fueron incendiados en el centro de la ciudad de Derry y varios vehículos fueron robados. Un salón de la Orden de Orange fue incendiado en Newtownhamilton, en el sur del condado de Armagh. Otros cuatro salones sufrieron la misma suerte en Cookstown, Beragh, Sixmilecross y Ballycastle.

### Martes 8 de julio
El 8 de julio, un documento que se filtró a la prensa dio a entender que Mo Mowlan había decidido ya en junio autorizar la marcha en Drumcree. Esto causó gran indignación entre los nacionalistas. Ese día, los residentes anunciaron que bloquearían los desfiles de la Orden de Orange del 12 de julio en la ciudad de Armagh, en Newry, Bellaghy, Low Ormeau road (Belfast), Derry y Strabane. Una fuente del RUC confirmó que el IRA había llevado a cabo más de una docena ataques con granadas y armas de fuego desde el 6 de julio, mientras que 250 vehículos habían sido incendiados. El Ejército de Liberación Nacional Irlandés (INLA) amenazó con atentar contra miembros de la Orden de Orange a quienes consideraban responsables de forzar desfiles por barrios nacionalistas.

#### Belfast
La Brigada de Belfast del IRA Provisional afirmó que decenas de sus miembros participaron en las operaciones contra las fuerzas de seguridad en el oeste y norte de Belfast desde el domingo. En Crumlin road se produjo un tiroteo incruento entre miembros del IRA y una patrulla RUC móvil. Poco después, se efectuó un ataque con cohetes en el camino a Hallidays, en la zona de New Lodge. También en el camino de Crumlin, un voluntario del IRA disparó 15 tiros a un soldado británico que reprimía a los manifestantes con balas de plástico. De acuerdo con un informe republicano, esta acción fue grabada por un equipo de televisión independiente. Un agente de la RUC resultó ileso luego de recibir un disparo en Alliance Avenue y varios minutos después se produjo otro tiroteo entre el IRA y el RUC en el camino de Oldpark. En el área de Ardoyne norte de Belfast, el IRA presuntamente disparó a dos paramilitares lealistas que lanzaban cócteles molotov en las casas de residentes nacionalistas. La base del RUC en New Barnsley, West Belfast, fue el blanco de un ataque con armas de fuego y granadas, mientras que una base del Ejército al final de la avenida Lenadoon sufrió un asalto similar, cuando recibió 15 disparos y se le arrojó una granada improvisada. En Falls Road se efectuaron 20 disparos contra un puesto de control de seguridad británica. Aunque las fuerzas de seguridad contestaron el ataque, todos los miembros del IRA escaparon indemnes. De acuerdo con fuentes independientes, miembros del IRA dispararon contra los soldados británicos y los oficiales de la RUC que trataban de desmontar barricadas en el norte de Belfast, en las primeras horas del martes, obligándolos a retirarse. No se reportaron heridos. Mientras tanto, en el oeste de Belfast, bombas incendiarias fueron arrojadas contra vehículos del RUC. Un niño de 11 años sufrió quemaduras graves cuando fue alcanzado accidentalmente por una de las bombas. El barrio protestante en Suffolk fue atacado desde Lenadoon. Varios coches fueron incendiados. Revueltas aisladas continuaron durante todo el día y los carriles de salida de una autopista fueron bloqueados por vehículos robados.

#### Otras zonas de Irlanda del Norte
Cerca de 100 manifestantes se enfrentaron con el RUC en Bellaghy y el salón de la orden de Orange en esa localidad fue atacado con bombas de gasolina. Otras tres salas de la Orden de Orange fueron quemadas en Portadown, Dunloy y Moy. Durante los disturbios en Portadown el martes por la mañana, un agente del RUC recibió un disparo en el brazo y en la pierna cerca del camino a Garvaghy. En Newry, edificios del gobierno británico fueron incendiados y un tren fue parcialmente quemado en la estación de ferrocarril.
En la noche del martes, los manifestantes realizaron un piquete en la zona de Shambles, ciudad de Armagh. Una multitud de varios cientos marchó por English street y fue bloqueada por una línea de Land Rovers del RUC. El piquete duró una hora y concluyó cuando el concejal del Sinn Féin Noel Sheridan se dirigió a la multitud, instándolos a participar en más protestas durante la semana.

### Miércoles 9 de julio
El 9 de julio, el Gobierno británico envió a 400 soldados del Regimiento de Staffordshire para reforzar los 30.000 soldados y miembros del RUC ya desplegados en Irlanda del Norte. Una mina terrestre fue plantada por el IRA cerca de Dungannon, donde varios vehículos fueron destruidos por el fuego, mientras que hubo varios disparos en Strabane y un rifle confiscado por las autoridades en Short Strand, en Belfast. Una serie de falsas amenazas de bomba produjo un caos en el tránsito.  En Carrickmore, Condado de Tyrone, otro salón orangista fue presa de las llamas. En el área de Kilwilkie, Lurgan, el RUC y el Regimiento Real Irlandés (Royal Irish Regiment) intentaron evacuar a los residentes de sus hogares por la fuerza después de afirmar que había una bomba cerca de la línea del ferrocarril. Cuando un hombre fue atacado presuntamente por las tropas, unas 150 personas se reunieron para hacerles frente. Gendarmes del RUC amenazaron con disparar balas de goma a la multitud congregada ante el grueso de las fuerzas acordaron abandonar la zona. Los residentes acusaron a las fuerzas de seguridad de abuso verbal. Al mismo tiempo, dos hermanas jóvenes fueron hospitalizadas tras haber sido golpeadas por agentes de la RUC en el barrio de Drumbeg en Craigavon, Condado de Armagh. El presunto asalto ocurrió después de que los oficiales vieron una de las chicas filmando mientras ellos golpeaban a un joven. Desde el martes, el RUC registró 76 personas detenidas, 900 balas de plástico disparadas y 265 ataques contra las fuerzas de seguridad.
En el oeste de Belfast, un coche bomba explotó frente a las tiendas en el camino a Andersonstown. El coche había sido dejado allí por tres hombres vestidos con gafas oscuras y que se comunicaban con walkie-talkies. Miembros del Sinn Féin ayudaron a despejar la zona y acusaron al RUC de tardar casi una hora en responder a la llamada de un miembro del público. Se cree que una organización lealista fue responsable de la explosión. El INLA amenazó con disparar a los residentes protestantes si se permitía la realización del desfile en Belfast, mientras que la LVF se comprometió a atacar a civiles en la República si las marchas eran canceladas por las autoridades. La amenaza más tarde fue tomada "muy en serio" por el comandante de la Garda Síochána Byrne Pat, que puso en alerta a todos los controles de seguridad a lo largo de la frontera. La Orden de Orange se comprometió a reunir toda su organización en Ormeau Park si se prohibía el desfile. En cambio, el grupo de residentes deBogside llamaron a una gran manifestación para detener el 12 de julio la marcha de Orange en Derry.

### Jueves 10 de julio
En Belfast, el Rugby & Cricket Club y el templo de la Iglesia de Irlanda en Carnmoney fueron dañados en ataques incendiarios. Hubo una alerta de seguridad en la estación del RUC en Newry y la sede del Partido Unionista del Ulster recibió una carta bomba que no estalló. En Lisnaskea, cinco edificios comerciales, propiedad de miembros de la orden de Orange fueron atacados y un salón orangista fue atacado con bombas incendiarias en Waterside, Derry. La violencia empezó a disminuir cuando la Orden de Orange anunció que estaba reconsiderando la ruta de varios desfiles. Un grupo disidente dentro de la Orden calificó la decisión como una "terrible traición".

### Viernes 11 de julio
El 11 de julio en el norte de Belfast, el IRA atacó con granadas y armas automáticas un puesto de control militar defendido por un vehículo blindado Saxon. Tres soldados británicos y dos gendarmes del RUC resultaron heridos. La unidad del IRA disparó 56 veces con dos rifles de asalto AK-47 y también lanzaron una bomba de mano improvisada. Los soldados eran miembros del recién llegado Regimiento de Staffordshire. En un incidente separado en el camino de Doon, en el área de Suffolk en Belfast, una patrulla conjunta del ejército británico y la gendarmería fue blanco de otro ataque con granadas. El periódico "The Independent" informó de que dos adolescentes protestantes que festejaban durante la conmemoración de la batalla del Boyle fueron baleados y heridos por residentes republicanos. También hubo una serie de enfrentamientos entre nacionalistas y las fuerzas de seguridad durante la noche. Un salón de la orden de Orange fue quemado en Bond Street, Derry.

## Consecuencias
El 9 de julio, según un informe del RUC, 60 agentes de la RUC y 56 civiles resultaron heridos, mientras que 117 personas habían sido arrestadas. Había habido 815 ataques contra las fuerzas de seguridad, 1.506 bombas incendiarias lanzadas y 402 robos de vehículos. El RUC había disparado en total 2500 balas de plástico. Según otras fuentes, se cree que más de 100 personas resultaron heridas. La última acción del IRA tuvo lugar el 12 de julio, cuando un mortero improvisado impactó a 30 metros de una base conjunta del Ejército y la Gendarmería en Newtownhamilton, en el sur del Condado de Armagh. Incendiarios atacaron una sede de la orden de Orange en Warrenpoint, Condado de Down y otro en Rasharkin, Condado de Antrim.
La violencia cesó el 10 de julio, cuando la Orden de Orange decidió unilateralmente redirigir a seis de los desfiles. Al día siguiente, hombre de Orange y residentes acordaron renunciar a otra marcha en Newtownbutler, Condado de Fermanagh. En Pomeroy, Condado de Tyrone, los residentes nacionalistas bloquearon el desfile Orangista con una contra-manifestación, mientras que las marchas en Newry y Lower Ormeau se cancelaron por completo, un gesto inaudito de la Orden en su 202 años de historia. Según el ministro Anglicano y orangista Bill Hoey "se trataba de una píldora muy difícil de tragar, pero los poderes que gobiernan nos advirtieron que haber tomado cualquier otra decisión hubiera significado la guerra civil". Esta fue la última vez que a la Orden de Orange se le permitió desfilar por las zonas nacionalistas de Portadown. En el frente político, el 9 de julio el gobierno británico aseguró al Sinn Féin que en caso de un nuevo alto el fuego del IRA, se les permitiría a los representantes de ese partido reunirse con ministros del gobierno. Una semana más tarde, Gerry Adams y Martin McGuinness pidieron al IRA una renovación del alto el fuego de 1994. El IRA anunció su restablecimiento el 19 de julio."The Last Gunman", una fotografía tomada por Brendan Murphy y que muestra a un miembro del IRA disparando un rifle AK-47 en Ormeau Road, se convirtió en una imagen icónica del conflicto del Norte de Irlanda.